# Sävsjön (Lungsunds socken, Värmland)
Sävsjön är en sjö i Kristinehamns kommun och Storfors kommun i Värmland och ingår i Göta älvs huvudavrinningsområde. Sjön är 6,2 meter djup, har en yta på 0,47 kvadratkilometer och befinner sig 135,2 meter över havet.

## Delavrinningsområde
Sävsjön ingår i det delavrinningsområde (659402-140546) som SMHI kallar för Utloppet av Grytingen. Medelhöjden är 149 meter över havet och ytan är 14,56 kvadratkilometer. Det finns inga avrinningsområden uppströms utan avrinningsområdet är högsta punkten. Lundsbergsälven som avvattnar avrinningsområdet har biflödesordning 4, vilket innebär att vattnet flödar genom totalt 4 vattendrag innan det når havet efter 335 kilometer. Avrinningsområdet består mestadels av skog (70 procent). Avrinningsområdet har 2,94 kvadratkilometer vattenytor vilket ger det en sjöprocent på 20,1 procent.